# عوفر فابيان
عوفر فابيان هو لاعب كرة قدم ومدرب كرة قدم إسرائيلي في مركز حراسة المرمى، ولد في 10 مايو 1962 في بتاح تكفا في إسرائيل. شارك مع منتخب إسرائيل لكرة القدم. أما مع النوادي، فقد لعب مع نادي بني يهودا تل أبيب.

## وصلات خارجية
- عوفر فابيان على موقع قاعدة بيانات كرة القدم.إي يو (الإنجليزية)
- عوفر فابيان على موقع ناشيونال فوتبول تيمز (الإنجليزية)